# Isaac ben Seixet Perfet
Isaac ben Seixet Perfet, (en hebreu: יצחק בן ששת), també conegut com a Jaume de València o pel seu acrònim Rivaix (en hebreu: ריב"ש), va ser un rabí i reconegut talmudista del segle xiv.

## Vida
Nascut a una família benestant, va estudiar a l'escola talmúdica de Nissim ben Reuben Girondí on va fer amistat amb Hasdai Cresques, també deixeble de Nissim. Fins als cinquanta anys va viure del comerç, activitat pròpia de la seva família, tot i que, per la seva reputació rebia nombroses preguntes de tot el món.
El 1373 va ser obligat a acceptar el nomenament de rabí de Saragossa càrrec del qual va ser desposseït el 1385, quan es va traslladar a València. Després dels pogroms de l'estiu de 1391, hi ha qui opina que es va batejar, però no sembla correcte.
Posteriorment es va traslladar al Nord d'Àfrica, per morir el 1408 a Alger on es troba la seva tomba que, encara avui en dia, és objecte de veneració per molts jueus visitants.

## Principals Obres
Es conserven més de cinc-centes respostes a qüestions jurídiques i teològiques. Una nota comú de les seves respostes és l'absència de to jurisprudencial, essent escrites en llenguatge col·loquial ple d'anècdotes.